# Rallus antarcticus
Rallus antarcticus е вид птица от семейство Rallidae. Видът е световно застрашен, със статут Уязвим.

## Разпространение
Видът е разпространен в Аржентина и Чили.